# Dysdera curviseta
Dysdera curviseta este o specie de păianjeni din genul Dysdera, familia Dysderidae, descrisă de Wunderlich, 1987.
Este endemică în Insulele Canare. Conform Catalogue of Life specia Dysdera curviseta nu are subspecii cunoscute.